# لیلیا پودکوپایوا
لیلیا پودکوپایوا (به انگلیسی: Lilia Podkopayeva) ژیمناست زادهٔ ۱۵ اوت ۱۹۷۸ میلادی اهل کشور اوکراین است.